# Thelonne
Thelonne är en kommun i departementet Ardennes i regionen Grand Est (tidigare regionen Champagne-Ardenne) i nordöstra Frankrike. Kommunen ligger  i kantonen Sedan-Ouest som ligger i arrondissementet Sedan. År 2022 hade Thelonne 404 invånare.

## Befolkningsutveckling
Antalet invånare i kommunen Thelonne
Referens: INSEE